# Dayah Keumala
Dayah Keumala is een bestuurslaag in het regentschap Pidie van de provincie Atjeh, Indonesië. Dayah Keumala telt 572 inwoners (volkstelling 2010).